# Benjamin Keene
Benjamin Keene (1697-1757) fue un diplomático británico, que fue embajador británico en España de 1729 a 1739, luego nuevamente desde 1748 hasta su muerte en Madrid en diciembre de 1757. Ha sido descrito como "con mucho el agente británico más destacado en las relaciones anglo-españolas del siglo XVIII".
Nombrado por primera vez cónsul general en España en 1724, se convirtió en embajador cinco años después, cuando negoció el Tratado de Sevilla de 1729 que puso fin a la guerra anglo-española de 1727 a 1729. Más tarde acordó la Convención del Pardo de 1739 que resolvía cuestiones comerciales y fronterizas en el Caribe, pero la oposición política en Inglaterra consiguió que nunca fuera ratificada, lo que llevó a la guerra del Asiento (o guerra de la Oreja de Jenkins) de 1739 a 1748.
A su regreso a Inglaterra, fue elegido miembro del parlamento de 1740 a 1741 por Maldon, luego por West Looe hasta 1747. Fue nombrado miembro de la Junta de Comercio en 1741 y Pagador de Pensiones en 1745; encontró la vida política menos interesante que la diplomacia y en 1745 se trasladó a Lisboa como embajador en Portugal.
Tras el Tratado de Aix-la-Chapelle de 1748, regresó a Madrid, donde su influencia mantuvo a España neutral cuando comenzó la guerra de los Siete Años en 1756. Su importancia fue tal que se mantuvo en el cargo hasta su muerte en diciembre de 1757, a pesar de varias solicitudes para que se le permitiera retirarse por problemas de salud. Aunque su sucesor careció de la misma influencia, España no se unió a la guerra contra Gran Bretaña hasta 1762, un factor importante en la victoria británica.

## Biografía
Benjamin Keene nació alrededor de 1697 en King's Lynn, Norfolk, hijo mayor de Charles Keene y Susan Rolfe. Su hermano menor Edmund (1714–1781) fue obispo anglicano de Ely y maestro de Peterhouse, Cambridge.
Tanto su padre como su tío Benjamin ejercieron como alcalde de King's Lynn, al igual que su abuelo Edmund Rolfe (1640-1726). Rolfe también fue agente electoral de Sir Robert Walpole, primer ministro británico de 1721 a 1742. Esta conexión ayudó a las carreras tanto de Benjamin como de su hermano menor.
Keene no se casó y dejó su patrimonio a su hermano Edmund y su sobrino Benjamin (1753–1837), que fue diputado por Cambridge desde 1774 hasta 1786.

### 1718-1746
Keene se graduó de Pembroke College, Cambridge en 1718 y completó sus estudios de derecho en la universidad holandesa de Leiden. Las conexiones familiares lo pusieron en conocimiento del secretario de Estado y magnate de Norfolk, vizconde Townshend (1674-1738), quien lo envió a Madrid en 1723, primero como oficial de la Compañía del Mar del Sur y luego como cónsul desde 1724.
La Compañía del Mar del Sur se estableció para ejercer los derechos comerciales otorgados a Gran Bretaña en el Tratado de Utrecht de 1713, lo que permitió el acceso a los mercados cerrados de Hispanoamérica. Incluían el Asiento de Negros para abastecer de 5.000 esclavos al año y el Navio de Permiso, que permitía ventas directas limitadas en Portobelo y Veracruz. La empresa fue adquirida por el gobierno británico después de declararse en quiebra en la Burbuja de los Mares del Sur de 1720 y se convirtió en una empresa estatal.
El asiento en sí fue marginalmente rentable y ha sido descrito como una "ilusión comercial". Entre 1717 y 1733, solo se enviaron ocho barcos desde Gran Bretaña a las Américas. El beneficio real estaba en el transporte de mercancías de contrabando que evadían los derechos de aduana españoles. La demanda de los colonos españoles creaba un mercado negro grande y rentable. También hubo un importante comercio legítimo. Los productos británicos se importaban a través de Cádiz, ya fuera para la venta local o reexportados a las colonias, mientras que el tinte y la lana españoles iban por otro lado. Un destacado comerciante de Londres llamó a este comercio "la mejor flor de nuestro jardín".
Los españoles resintieron verse obligados a abrir sus mercados coloniales, en parte debido a la teoría económica predominante del mercantilismo, que consideraba el comercio como un recurso finito. Esto significó que un aumento en la participación de Gran Bretaña fue a expensas de España y las guerras a menudo se libraron por cuestiones comerciales. Utrecht también había confirmado la posesión británica de los puertos españoles de Gibraltar y Mahón. Su deseo de recuperarlos fue un factor en la guerra de la Cuádruple Alianza de 1718 a 1720, así como del apoyo español al levantamiento jacobita de 1719. Esto hizo que el puesto de cónsul británico fuera muy importante, ocupado por alguien de habilidad e inteligencia.
El primer papel importante de Keene fue negociar el Tratado de Sevilla, que puso fin a la guerra anglo-española de 1727 a 1729. El crédito por el tratado se lo llevó William Stanhope, quien regresó de Londres después de dos años de ausencia para este propósito. También negoció la Convención de El Pardo de 1739, un intento de evitar la guerra entre los dos estados. Los términos fueron denunciados por comerciantes británicos y nunca ratificados.
Con el estallido de la guerra del Asiento en 1739, regresó a Londres y fue elegido miembro del parlamento por Maldon. Participó de la administración whig de Henry Pelham, fue reelegido por West Looe en 1741, de 1741 a 1744 fue miembro de la Junta de Comercio y luego Pagador de Pensiones de 1745 a 1746.

### 1746-1757
En julio de 1746, Felipe V de España murió y fue sucedido por Fernando VI, que era más probritánico que su padre. La política exterior británica fue supervisada por el hermano menor de Pelham, el duque de Newcastle, quien vio esto como una oportunidad para romper la alianza borbónica y mejorar la posición de Gran Bretaña en la guerra de sucesión de Austria.
La correspondencia personal de Keene muestra que no disfrutaba de la vida parlamentaria y le alegró ser nombrado embajador en Portugal en 1745. Dado que Gran Bretaña y España todavía estaban en guerra, su papel en Lisboa fue abrir negociaciones con el nuevo régimen español, aunque sus conversaciones con el marqués de Tabuérniga progresaron poco, en gran parte porque Gran Bretaña se negó a considerar la devolución de Gibraltar.
Después de que el Tratado de Aix-la-Chapelle de 1748 pusiera fin a la guerra, Keene reasumió su puesto en Madrid. Rápidamente desarrolló una buena relación con el rey Fernando y sus ministros, quienes compartían el objetivo de Newcastle de alejar a España de Francia y acercarla a Gran Bretaña. En octubre de 1750, Keene ayudó a negociar el Tratado de Madrid, que resolvió los problemas comerciales entre los dos países.
También negoció el Tratado de Aranjuez de 1752 entre España, Austria y Cerdeña, en el que los tres países acordaron reconocer sus fronteras en Italia. En 1754 ayudó a destituir al pro-francés marqués de Ensenada, quien fue reemplazado como primer ministro por Ricardo Wall, ex embajador español en Londres. Sus logros fueron reconocidos con el premio de la Orden del Baño de Jorge II, entregada  por Fernando en una ceremonia especial.
Aunque Newcastle no pudo evitar la Revolución diplomática de 1756, en la que Austria se alió con Francia, España inicialmente se mantuvo al margen de la guerra de los Siete Años. Keene tenía problemas de salud, pero su solicitud de ser relevado fue rechazada porque se lo consideraba demasiado valioso para los intereses británicos. Murió en Madrid en 1757, y fue sustituido por George Hervey, segundo conde de Bristol, que no tuvo la misma influencia. Carlos III de España sucedió a Fernando en 1759 y en 1762 entró en guerra del lado de Francia.